# Múscul flexor llarg del dit gros del peu
El múscul flexor llarg del dit gros del peu (musculus flexor hallucis longus), és un múscul humà que està situat al panxell, en un nivell més profund que el tríceps sural. Quan es contreu produeix la flexió del dit gros del peu.
És un dels tres músculs profunds del compartiment posterior de la cama que es connecta distalment a la superfície plantar del dit gros del peu. Els altres músculs profunds són el flexor llarg dels dits i el tibial posterior; el tibial posterior és el més poderós d'aquests músculs profunds. Els tres músculs estan innervats pel nervi tibial que és una branca del nervi ciàtic.
S'insereix a la part posterior del terç inferior del peroné i en la superfície plantar o inferior de la base de l'última falange del dit gros del peu.
Igual que els músculs flexor llarg dels dits i tibial posterior, el músculs flexor llarg del dit gros actua fent possible la flexió plantar i la inversió del peu. No obstant, a més a més, també actua en la flexió del dit gros del peu i ajuda a la supinació del turmell.

## Galeria d'imatges

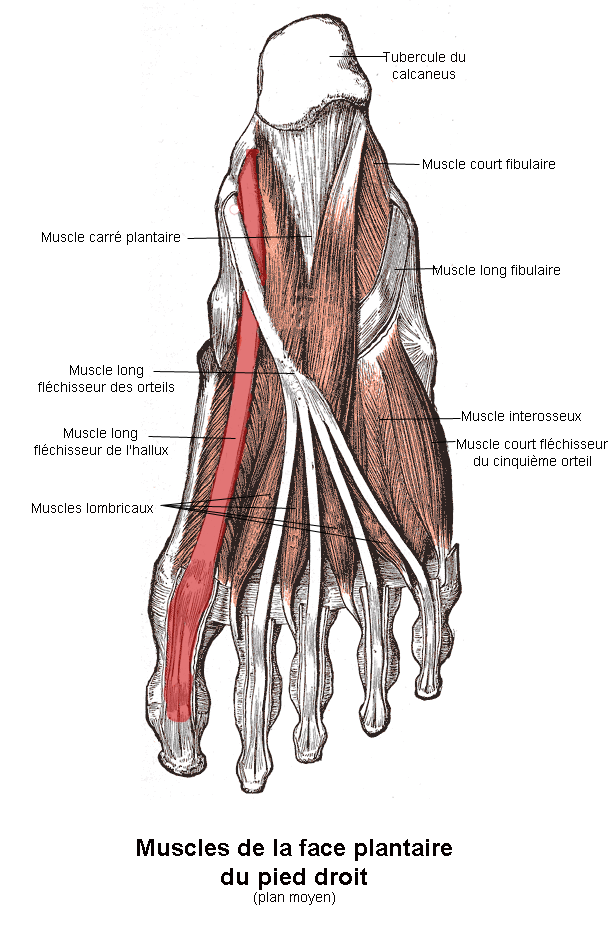
Tendó del múscul, realçat.
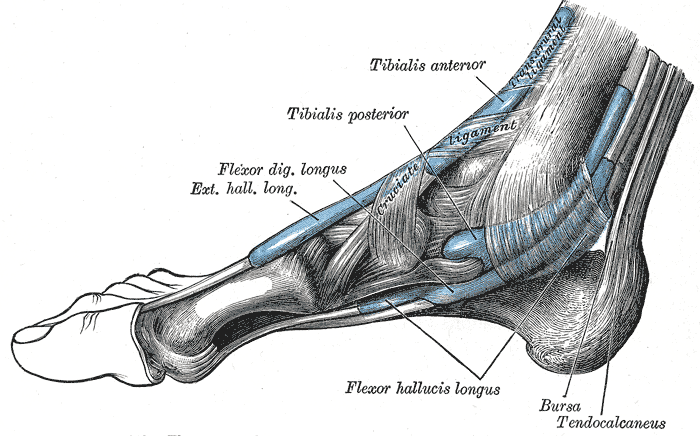
Beines dels tendons al voltant de la cara medial del turmell. El flexor llarg del dit gros és visible a la part inferior central.
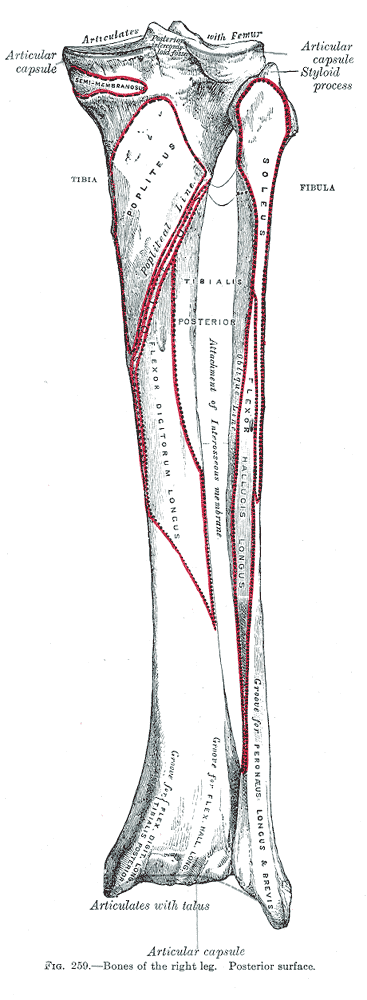
Ossos de la cama dreta. Superfície posterior.
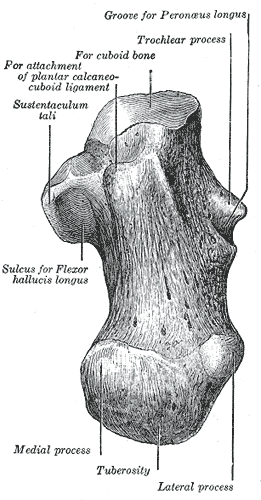
Calcani esquerre. Superfície inferior.
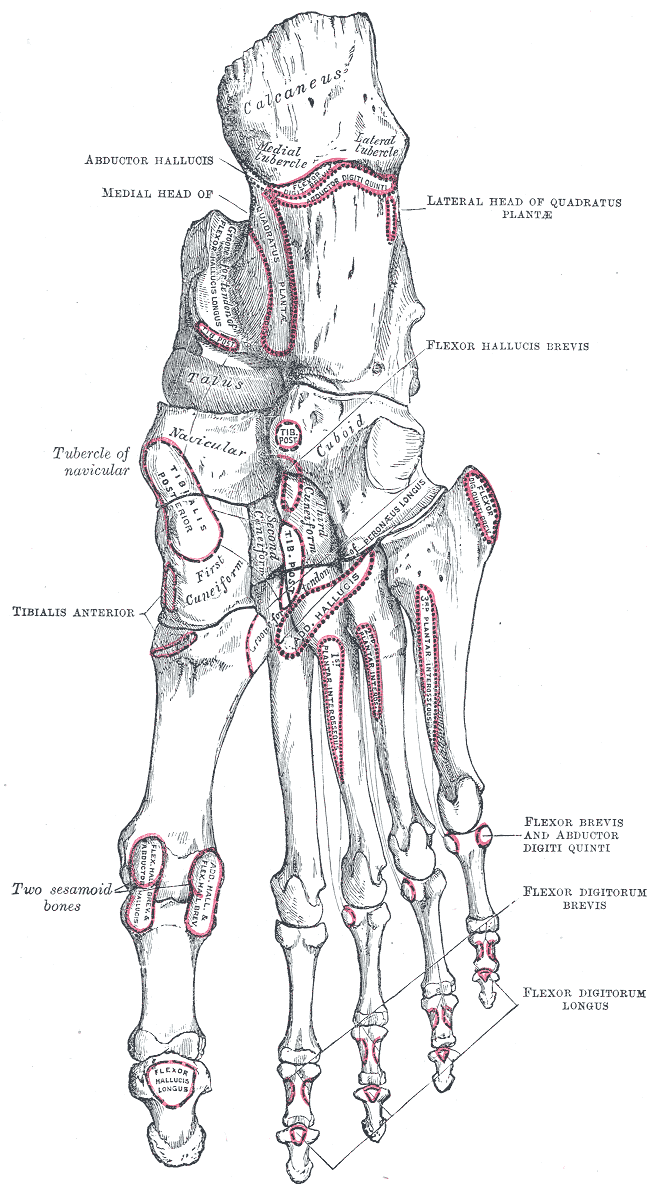
Ossos del peu dret. Superfície plantar.
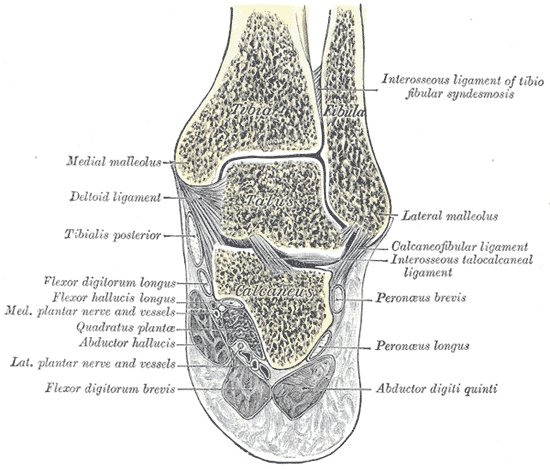
Secció coronal a través de les articulacions talocrural i talocalcaneal de la dreta.
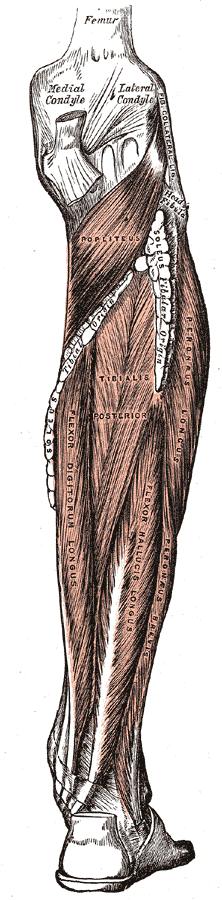
Músculs de la part posterior de la cama. Capa profunda.
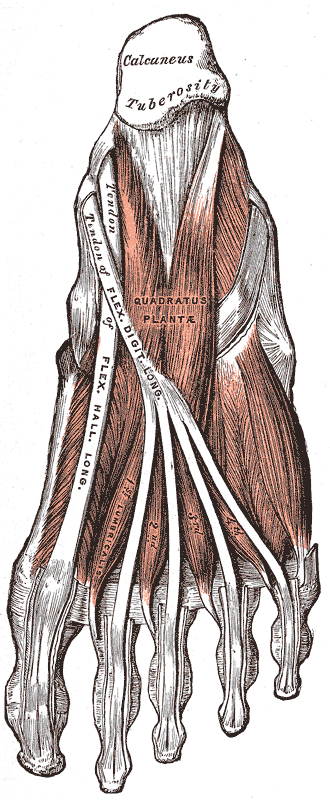
Músculs de la planta del peu. Segona capa.
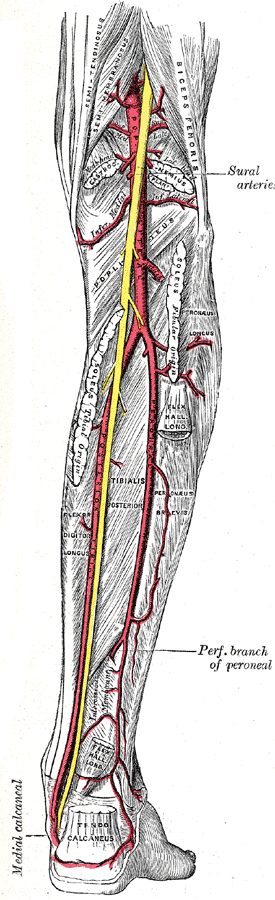
El múscul popliti, el tibial posterior, i les artèries peroneals.